# Municipio de Pueblo Viejo
El Heroico Municipio de Pueblo Viejo es uno de los 212 municipios que conforman el estado mexicano de Veracruz. El municipio se encuentra ubicado en la zona norte del Estado, Pertenece a la Zona Metropolitana de Tampico (Tamaulipas-Veracruz) que se encuentra al sur de esta en la parte llana de la Huasteca Alta y su cabecera es Ciudad Cuauhtémoc.

## Geografía
Pueblo Viejo se encuentra localizado en el extremo norte del estado de Veracruz.

### Límites municipales
Tiene límites administrativos con los siguientes municipios y/o accidentes geográficos, según su ubicación:
|               | Norte: Tampico (Tamaulipas), Ciudad Madero (Tamaulipas) |                       |
| Oeste: Pánuco |                                                         | Este: Golfo de México |
|               | Sur: Tampico Alto                                       |                       |

## Historia

### Fundación
La Villa de San Luis de Tampico, se fundó a petición de Fray Andrés de Olmos y por licencia del Virrey Luis de Velasco, el 26 de abril de 1554, con vecinos de Santiesteban de Panuco, esta Villa constituyó el Pueblo Viejo de Tampico, estando situado en la actual población de Ciudad Cuauhtémoc. 
El 27 de marzo de 1524, por decreto n.º 53, se ordenó establecer una población en Mata de la Morena de la Barra de Tampico (Mata Redonda) pero fue hasta el 17 de febrero de 1831 cuando el gobierno veracruzano ordenó el traslado de las autoridades y oficinas del estado existentes en Pueblo Viejo de Tampico, al paraje de Mata de la Morena (hoy Mata Redonda), sobre la margen izquierda del río Pánuco, pero ya desde la consumación de la Independencia se había iniciado el traslado de los habitantes a dicho lugar, y al pueblo semiabandonado se le denominada Pueblo Viejo de Tampico, y después simplemente Pueblo Viejo, que en realidad nunca dejó de existir. 
Por decreto n.º 126 de fecha 18 de mayo de 1925, el gobierno del estado dispuso que la cabecera del municipio de Pueblo Viejo se denominaría Villa Cuauhtémoc, en memoria del último rey azteca, dejando el nombre antiguo solamente para la jurisdicción municipal.

### El petróleo en Pueblo Viejo
En la margen derecha del Río Pánuco, en Mata Redonda, la Huasteca Petroleum Company, dirigida por Edward Doheny, inició la construcción de una estación terminal al un ducto de 112 kilómetros que venía desde Casiano, en la después llamada Faja de Oro, equipada con 16 grandes tanques, y en 1910, expandió dicha terminal de almacenamiento de crudo con 35 tanques adicionales, y una represa de concreto con capacidad de 75 mil barriles, a un muelle para dar servicio simultáneo a tres petroleros, que sirvieron para exportar el crudo procedente de Casiano, y al igual, se construyó un nuevo ducto para incrementar la capacidad de abasto. En 1915 se inauguró la refinería, que con  una capacidad de procesamiento de 131,000 barriles diarios llegó a ser la más grande de México. 
El 1 de marzo de 1925, a sabiendas de que la inminente ley del petróleo provocaría reacciones imprevisibles de las compañías petroleras, el presidente Plutarco Elías Calles designa al general Lázaro Cárdenas del Río jefe de operaciones militares en las huastecas y el istmo con cuartel general Villa Cuauhtémoc Veracruz. Allí permanecería 3 años. Al poco tiempo recibe una noticia que lo entusiasma, su viejo amigo el General Mujica, separado por un tiempo del ejército, se ha asociado con Luis Cabrera para explotar una pequeña concesión petrolera en la zona. Llegaría a Tuxpan, a mediados de 1926.
Lázaro Cárdenas había tenido que sortear días después de su arribo a Villa Cuauhtémoc  el incidente que había ocurrido en mayo de 1925. Dos sindicatos se disputaban el contrato de la Huasteca Petroleum Company.
La nueva información recibida en la capital de la República propicio una reconsideración en el juicio, por lo que el presidente de México volvió a telegrafiar a Lázaro Cárdenas – que se encontraba en Mata Redonda (Pueblo Viejo) siguiendo muy de cerca el caso – las órdenes que se consideraron pertinentes:
- “primero”. Que los trabajadores del Sindicato de Petróleo vuelvan a todos a sus trabajos con las prerrogativas y derechos.
- “segundo”. Que la Compañía en caso de separar a algunos trabajadores les pague los tres meses de indemnización que marca la Ley.
- “Tercero”. Para obrar un amplio espíritu de equidad, y para demostrar que no existe ningún apasionamiento ni preferencia para ninguno de los grupos de trabajadores, que la compañía separe igualmente a los trabajadores del Sindicato Único.

La solución sugerida por el presidente no fue aceptada por ninguna de las partes.

## Nombramiento heroico
La LXIII Legislatura del Estado de Veracruz aprobó por unanimidad el Dictamen por el que se reconoce a Pueblo Viejo como “Municipio Heroico”, toda vez que los habitantes de este lugar defendieron a la Patria en 1829, durante la invasión española a cargo del general brigadier Isidro Barradas Valdés, y edificaron el Cuartel General de las fuerzas armadas mexicanas para la defensa del puerto de Tampico, Tamaulipas.
Durante la Segunda Sesión del Segundo Periodo de Sesiones Ordinarias, se puso a consideración del Pleno este Dictamen, aprobado con 44 votos a favor, por el que se distingue a este Ayuntamiento, dadas las referencias históricas en la defensa de la Patria, por la que se supone la confirmación de la Independencia de México, en 1821.
La propuesta fue analizada por la Comisión Permanente de Gobernación, estipula que se exalta los sucesos trascendentales en la configuración de la identidad nacional. Este acto, añade, se suma a las gestas heroicas que se han escrito en las páginas de la historia de México.
El 11 de septiembre de 1829, en Pueblo Viejo de Tampico, Veracruz, se obtuvo el Acta de Capitulación, que firmó por el Ejército Mexicano el general Antonio López de Santa Anna, y por el Ejército Español, el general Isidro Barradas. Así se puso fin a las intervenciones españolas en el país.
En agosto de 2014, la diputada por el Distrito I, de Pánuco, Octavia Ortega Arteaga, apoyó a Manuel Cuan presidente de ese municipio en el trámite para la obtención de este título, de acuerdo con las referencias históricas de la participación de sus habitantes en tan importante batalla.

## Presidentes municipales
| Presidente                   | Periodo     | Partido     |
| ---------------------------- | ----------- | ----------- |
| Ruperto Ruiz Perales         | 1955-1958   |             |
| Pedro Martinez Ponce         | 1958-1961   |             |
| Anastacio Delgado Villanueva | 1961-1964   |             |
| Ruperto Ruiz Perales         | 1964-1967   |             |
| Hermenegildo Díaz García     | 1967-1970   |             |
| Ángel García Gutiérrez       | 1970-1973   |             |
| Gabino González Vázquez      | 1973-1976   |             |
| Alejandro Martínez Valencia  | 1976-1979   |             |
| Patricio González Ochoa      | 1979-1982   | PRI         |
| Víctor José Méndez Gómez     | 1982-1985   | PRI         |
| Arturo Treviño Mar           | 1985-1988   | PRI         |
| Sergio Pérez Vargas          | 1988-1991   | PRI         |
| Marcos Acevedo Rodríguez     | 1992-1994   | PRI         |
| Ángel Méndez Reyna           | 1995-1997   | PRI         |
| Lorenzo Ramírez Pacheco      | 1998-2000   | PRI         |
| Reyna Enith Domínguez Wong   | 2000-2004   | PRD         |
| Luis González González       | 2005-2007   | PAN         |
| Tomas Castillo Rivera        | 2008-2010   | PRI (CAFV)  |
| Luis Fernando Cervantes Cruz | 2011-2013   | PAN - PANAL |
| Manuel Cuan Delgado          | 2014 - 2017 | PRD         |
| Luis Fernando Cervantes Cruz | 2017-2021   | PES         |
| Valeria Nieto Reynoso        | 2022 - 2025 | MORENA      |

## Fiestas y tradiciones
- Fiestas de Fundación
- Fiesta de Día de Muertos